# Вахтель, Боаз
Боаз Вахтель (англ. Boaz Wachtel, ивр. בועז וכטל‎; род. 1958) — медик, основатель и лидер (до 3 мая 2006 года) израильского антипрогибиционистского движения «Але ярок».

## Биография

### Медицина
Боаз Вахтель родился в 1958 году в Израиле.
После завершения службы в армии в 1980 году переехал в Бостон (США), где получил медицинское образование (степень бакалавра). Во время Ливанской войны 1982 года работал врачом в израильской армии, после её окончания — помощником военного атташе Израиля в Вашингтоне (США). С 1988 по 1993 год в рамках экспериментальной программы Говарда Лотсофа (Howard Lotsof) и Боба Сиско (Bob Sisko) по лечению наркозависимости с помощью ибогаина работал в Панаме и Нидерландах.

### «Зелёный листок»
Нидерландский стиль жизни и отношение к «лёгким наркотикам» произвели на Вахтеля чрезвычайно сильное впечатление. Вернувшись в 1994 году на родину, он вместе с несколькими единомышленниками основал организацию «Зелёный листок», целью которой стала борьба за декриминализацию употребления и хранения малых количеств конопли. С 1999 года «Зелёный листок» зарегистрирован как политическая партия.
На выборах в кнессет 1999 года он выступил по телевидению с гоа-трансовой версией национального гимна, чем привлек к себе немалое внимание общественности.
8 мая 2004 года в Тель-Авиве во время проведения «Дня марихуаны» Вахтель был на короткое время задержан полицией.
Боаз Вахтель возглавлял партию до 3 мая 2006 года.

### Семья, личная жизнь
Сегодня Боаз Вахтель — женат, отец троих детей и руководитель спутникового телевизионного канала для израильтян, живущих за рубежом.